# Uninett
Uninett és una empresa estatal noruega responsable de la seva xarxa nacional d'investigació i ensenyament. Té la seu situada al Centre d'Innovació Teknobyen, a Trondheim, i compta amb aproximadament 100 treballadors. Totes les universitats de Noruega i la majoria d'escoles superiors estan connectades a Uninett. Qualsevol investigació no comercial o institució educativa, com les biblioteques, els arxius i les escoles, poden estar connectades per una quota anual. El seu executiu en cap (CEO) és Petter Kongshaug.